# Волк с Уолл-стрит
«Волк с Уолл-стрит» (англ. The Wolf of Wall Street) — американская биографическая чёрная комедийная драма 2013 года, снятая режиссёром Мартином Скорсезе и написанная Теренсом Уинтером по мотивам одноимённых мемуаров Джордана Белфорта 2007 года.
В фильме рассказывается о карьере Белфорта в качестве биржевого брокера в Нью-Йорке и о том, как его фирма Stratton Oakmont была вовлечена в безудержную коррупцию и мошенничество на Уолл-стрит, что привело к его краху. В фильме снимались Леонардо Ди Каприо в роли Белфорта, Джона Хилл в роли его делового партнёра и друга Донни Азоффа (англ.), Марго Робби в роли его второй жены Наоми Лапалья (англ.), Мэттью Макконахи в роли его наставника и бывшего босса Марка Ханны и Кайл Чендлер в роли агента ФБР Патрика Дэнема. Это пятая совместная работа Ди Каприо со Скорсезе (Martin Scorsese and Leonardo DiCaprio).
Ди Каприо и Warner Bros. приобрела права на мемуары Белфорта в 2007 году, но производство было приостановлено из-за ограничений по содержанию. Позже он был спродюсирован независимым издательством Red Granite Pictures (англ.). Фильм снят в Нью-Йорке в конце 2012 года, в основном с использованием 35-миллиметровой плёнки.
Премьера фильма состоялась в Нью-Йорке 17 декабря 2013 года, выпущен в кинопрокат в США 25 декабря 2013 года киностудией Paramount Pictures. Это был первый крупный американский фильм, выпущенный исключительно через цифровую дистрибуцию. Фильм имел большой коммерческий успех, собрав в мировом прокате 406,9 миллиона долларов и став самым кассовым фильмом Скорсезе. 
Однако изначально фильм вызвал серьёзные споры из-за его моральной двусмысленности и отсутствия сочувствия к жертвам, а также из-за его откровенного, графического сексуального содержания, экстремальной обсценной лексики (по меньшей мере, 500 раз использовалось ругательство fuck), изображения употребления тяжёлых наркотиков и использования животных (англ.) во время съёмок. Первоначально Американская ассоциация кинокомпаний присвоила фильму рейтинг NC-17, но вскоре ему был присвоен рейтинг R после того, как Скорсезе внёс в фильм небольшие редакторские правки. Фильм попал в Книгу рекордов Гиннесса по количеству случаев нецензурной брани в фильме. Финансирование фильма оказалось замешано в коррупционном скандале 1Malaysia Development Berhad (англ.); Министерство юстиции США и Комиссия по борьбе с коррупцией Малайзии (англ.) провели расследование в отношении Red Granite Pictures, а продюсер Риза Азиз (англ.) был арестован в 2019 году. Он был освобождён в мае 2020 года под залог в 1 000 000 малайзийских ринггитов (240 000 долларов США).
Фильм получил положительные отзывы (и некоторое моральное порицание) от критиков и попал в несколько списков «лучших фильмов года». Фильм был номинирован на несколько наград, в том числе на 5 на 86-й церемонии вручения премии «Оскар»: лучший фильм, лучшая режиссура, лучший адаптированный сценарий, лучшая мужская роль (Ди Каприо) и лучшая мужская роль второго плана (Хилла). Ди Каприо получил награду за лучшую мужскую роль — комедия или мюзикл на 71-й церемонии вручения премии «Золотой глобус», где фильм также был номинирован на лучший фильм — комедию или мюзикл.

## Сюжет
В 1987 году 25-летний Джордан Белфорт устраивается на работу биржевым маклером на Уолл-стрит в компанию L.F. Rothschild, работающую под началом Марка Ханны. Его быстро соблазняет культура биржевых маклеров, подпитываемая наркотиками, и вера Ханны в то, что единственная цель брокера — зарабатывать деньги для себя. Джордан теряет работу после Чёрного понедельника, крупнейшего однодневного падения фондового рынка в истории после краха фондового рынка 1929 года, и устраивается на работу в Investor's Center, брокерскую фирму-котельную на Лонг-Айленде, которая специализируется на дешёвых акциях из розовых листов. Он зарабатывает небольшое состояние благодаря своему агрессивному стилю подачи и высоким комиссионным.
Джордан дружит со своим соседом Донни Азоффом, и они вдвоём открывают собственную брокерскую компанию в стиле котельной. Они нанимают друзей детства Джордана Робби Файнберга, Олдена Купфербурга, Ники Коскоффа, Честера Минга и Тоби Уэлча, а также местного наркоторговца Брэда Боника, всех которых Джордан обучает искусству «жёсткой продажи», и создают компанию в заброшенной автомастерской. Тактика и умение Джордана продавать в значительной степени способствуют успеху его схемы «накачки и сброса», в которой вводящие в заблуждение позитивные заявления завышают цену акций, чтобы их можно было продать по искусственно высокой цене. Когда участники схемы продают свои переоцененные ценные бумаги, цена резко падает, и те, кого обманом заставили купить по завышенной цене, остаются с акциями, которые внезапно стоят намного меньше, чем они за них заплатили. Чтобы скрыть это, Джордан даёт фирме респектабельно звучащее название Stratton Oakmont в 1989 году.
Вскоре после этого компания становится невероятно успешной, переезжая из автомастерской в более крупный офис. Разоблачение в Forbes, в котором Джордана окрестили «Волком с Уолл-стрит» — «своего рода извращённым Робин Гудом, который отбирает у богатых и отдает себе и своей весёлой банде брокеров», — заставляет сотни амбициозных молодых финансистов стекаться в компанию, тем самым заставляя их переезжать в ещё большие офисы.
Пока все это происходит, Джордан становится невероятно успешным и скатывается к декадентскому образу жизни с проститутками и наркотиками. У него роман с дизайнером нижнего белья Наоми Лапалья, и когда его жена Тереза узнаёт об этом, Джордан разводится с ней и женится на Наоми в 1991 году. Тем временем SEC и ФБР начинают расследование Stratton Oakmont.
В 1993 году Джордан незаконно зарабатывает 22 миллиона долларов за три часа, обеспечив IPO друга детства Донни и дизайнера женской обуви Steven Madden, что привлекает к нему и его фирме ещё больше внимания ФБР. Чтобы спрятать свои деньги, Джордан открывает счёт в швейцарском банке у коррумпированного банкира Жан-Жака Сореля на имя тети Наоми Эммы, которая живёт в Лондоне и, таким образом, остаётся вне непосредственной досягаемости американских властей. Он использует швейцарско-словенскую жену Брэда Шанталь и её семью, у которых есть европейские паспорта, чтобы переправить деньги в Швейцарию.
Донни и Брэд вскоре вступают в жаркий спор на публике во время обмена денег, что приводит к аресту Брэда, когда Донни сбегает. Джордан узнает от своего частного детектива Бо Дитла, что ФБР прослушивает его телефоны. Опасаясь за сына, отец Джордана Макс советует ему покинуть Stratton Oakmont и затаиться, пока адвокат Джордана ведёт переговоры о сделке, чтобы не допустить его в тюрьму. В разгар своей прощальной речи Джордан не может вынести мысли об уходе и уговаривает себя остаться, к огромной поддержке своих друзей и сотрудников.
В 1996 году Джордан, Донни и их жёны отправляются в путешествие на яхте в Италию, когда узнают, что Эмма умерла от сердечного приступа. Джордан отправляется в Швейцарию, чтобы забыть её имя и сохранить счёт, прежде чем отправиться в Лондон на похороны. Чтобы обойти пограничные патрули, он приказывает своему капитану яхты Теду плыть в Монако, но их судно переворачивается во время шторма. После их спасения самолёт, отправленный, чтобы доставить их в Женеву, уничтожается, когда чайка влетает в двигатель; Джордан воспринимает это как знак от Бога, чтобы решить свою ухудшающуюся наркотическую зависимость и пытается протрезветь.
В 1998 году Сорель и Коскофф арестованы за не связанное с этим преступление, первый сообщает ФБР о Джордане в качестве сделки о признании вины. Поскольку улики против него неопровержимы, Джордан соглашается собрать доказательства у остальных своих коллег в обмен на снисхождение. После последнего секса Наоми сообщает Джордану, что разводится с ним и хочет полной опеки над их дочерьми и маленьким сыном. В ярости, вызванной кокаином, Джордан бьёт Наоми и пытается уехать с дочерью, но разбивает машину на подъездной дорожке.
Позже Джордан носит прослушку на работе и передаёт Донни записку, предупреждая своего старого партнера. Однако Донни предаёт Джордана, передавая свою записку ФБР, которое арестовывает Джордана, прежде чем они совершают рейд и закрывают Stratton Oakmont. Несмотря на нарушение сделки, Джордан получает смягчённый приговор в 36 месяцев в тюрьме минимального режима за свои показания и освобождается в 2000 году, отсидев 22 месяца. После освобождения Джордан зарабатывает на жизнь проведением семинаров по технике продаж.

## В ролях
Леонардо Ди Каприо и Мартин Скорсезе
 на парижской премьере фильма, декабрь 2013 года
- Леонардо Ди Каприо — Джордан Белфорт, брокер
- Джона Хилл — Донни Азофф, торговец, финансовый партнёр Джордана (прототип — Дэнни Поруш[англ.])
- Марго Робби — Наоми Лапалья, вторая жена Джордана (прототип — Надин Кариди)
- Роб Райнер — Макс Белфорт, отец Джордана
- Кайл Чендлер — агент ФБР Патрик Дэнем, жаждущий засадить Джордана за решётку (прототип — Грегори Коулмен)
- П. Дж. Бирн — Никки «Руграт» Коскофф (прототип — Эндрю Грин)
- Джон Бернтал — Брэд Бодник, денежный курьер
- Жан Дюжарден — Жан-Жак Сорель, швейцарский банкир
- Кристин Милиоти — Тереза Петрильо, первая жена Джордана (прототип — Дениз Ломбардо)
- Джон Фавро — адвокат Мэнни Рискин (прототип — Айра Соркин[англ.])
- Итан Сапли — Тоби Уэлч
- Кеннет Чу — Честер Минг
- Джоанна Ламли — Эмма, тётя Наоми
- Мэттью Макконахи — Марк Ханна, первый босс Джордана
- Спайк Джонз — Дуэйн
- Джейк Хоффман[англ.] — Стив Мэдден[англ.], основатель компании по производству женской обуви
- Катарина Час — Шанталь Бодник, жена Брэда
- Маккензи Миэн — Хилди Азофф, жена Донни
- Кристин Эберсоул — Лиа Белфорт, мать Джордана
- Шей Уигем — Тед Бичам, капитан на яхте Белфорта
- Крис Калдовино и Маркос Гонсалес — Рокко#1 и Рокко#2, охранники в доме Белфорта
- Джордан Белфорт — камео, организатор семинара в Окленде

## Саундтрек
Как сообщил помощник Скорсезе Рэнделл Постер, всего в фильме присутствует около 60 песен. В официальный состав саундтрека вошло всего 16. Приблизительный список песен см. здесь Архивная копия от 21 января 2014 на Wayback Machine.

| №   | Название                                                      | Длительность |
| --- | ------------------------------------------------------------- | ------------ |
| 1.  | «Mercy, Mercy, Mercy!» (Кэннонболл Эддерли)                   | 5:09         |
| 2.  | «Dust My Broom» (Элмор Джеймс)                                | 2:51         |
| 3.  | «Bang! Bang!» (Джо Кьюба)                                     | 4:04         |
| 4.  | «Movin’ Out (Anthony’s Song)» (Билли Джоэл)                   | 3:27         |
| 5.  | «C’est Si Bon» (Эрта Китт)                                    | 2:57         |
| 6.  | «Goldfinger» (Sharon Jones & The Dap-Kings)                   | 2:28         |
| 7.  | «Pretty Thing» (Бо Диддли)                                    | 2:48         |
| 8.  | «Moonlight In Vermont» (Ахмад Джамал)                         | 3:09         |
| 9.  | «Smokestack Lightning» (Хаулин Вулф)                          | 3:06         |
| 10. | «Hey Leroy, Your Mama’s Callin’ You» (The Jimmy Castor Bunch) | 2:25         |
| 11. | «Double Dutch» (Малкольм Макларен)                            | 3:55         |
| 12. | «Never Say Never» (Romeo Void)                                | 5:53         |
| 13. | «Meth Lab Zoso Sticker» (7Horse)                              | 3:41         |
| 14. | «Road Runner» (Бо Диддли)                                     | 2:45         |
| 15. | «Mrs. Robinson» (The Lemonheads)                              | 3:43         |
| 16. | «Cast Your Fate To the Wind» (Алан Туссен)                    | 3:19         |

## Отзывы
Фильм был в целом положительно оценён в мировой кинопрессе, некоторые критики посчитали его лучшим в карьере Скорсезе со времён «Славных парней» (1990). На сайте Rotten Tomatoes он имеет рейтинг 77 % на основе 246 рецензий со средней оценкой 7,7 балла из 10.

## Противоречия

### Использование животных
В фильме «Волк с Уолл-стрит» используются животные, в том числе шимпанзе, лев, змея, рыба и собаки. Шимпанзе и лев были предоставлены заповедником дикой природы Big Cat Habitat в округе Сарасота, штат Флорида. Четырёхлетний шимпанзе Ченс провёл время с Ди Каприо и за три недели научился кататься на роликах. В заповеднике также был лев по кличке Красавчик, потому что торговая компания, изображенная в фильме, использовала льва в качестве своего символа. Дэнни Поруш отрицал, что в офисе были какие-либо животные, хотя и признался, что съел золотую рыбку одного из сотрудников.
В декабре 2013 года, перед премьерой фильма, организация «Friends of Animals» выступила с критикой использования шимпанзе и организовала бойкот фильма. Издание Variety сообщило: «"Friends of Animals" считают, что шимпанзе... получил необратимый психологический ущерб после того, как был вынужден сниматься». The Guardian прокомментировала растущую критику использования Голливудом животных, написав: «Использование шимпанзе в фильме «Волк с Уолл-стрит» происходит по мере того, как Голливуд подвергается все более пристальному вниманию за использование животных на экране». PETA также запустила кампанию, чтобы привлечь внимание к жестокому обращению с «актёрами»-обезьянами и призвать Ди Каприо не работать с человекообразными обезьянами.

### Скандал на 1MDB
В 2015 году компания Red Granite Pictures и финансирование фильма оказались замешаны в скандале 1Malaysia Development Berhad, крупном международном коррупционном скандале, который начался в Малайзии. Малазийская антикоррупционная комиссия (MACC) заявила, что фильм финансировался за счёт денег, которые продюсер Риза Азиз украл из суверенного фонда Малайзии 1Malaysia Development Berhad (1MDB). Азиз является пасынком тогдашнего премьер-министра Малайзии Наджиба Разака. Азиз был арестован в связи со скандалом и в июле 2019 года не признал себя виновным по обвинению в отмывании денег. Согласно судебным документам, компания, принадлежащая беглому бизнесмену Джо Лоу, выплатила продюсерам фильма аванс в размере 9 миллионов долларов. В титрах фильма Лоу была выражена «особая благодарность».
Фильм является частью более широкого расследования этих незаконных денежных перемещений, и в 2016 году был упомянут в серии гражданских жалоб, поданных Министерством юстиции США, «за предоставление трастового счёта, через который были незаконно выведены сотни миллионов долларов, принадлежащих фонду 1MDB». Чтобы урегулировать гражданский иск, Red Granite Pictures согласилась выплатить правительству США 60 миллионов долларов без «признания правонарушений или ответственности со стороны Red Granite». Это поселение было частью более обширной территории США. попытка наложить арест на активы стоимостью около 1,7 миллиарда долларов, предположительно приобретенные на средства, похищенные у 1MDB. В январе 2020 года Белфорт подал в суд на Red Granite на 300 миллионов долларов, также желая аннулировать свою сделку о правах; он заявил, что никогда бы не продал права на Red Granite, если бы знал, как финансируется фильм. Азиз был освобождён в мае 2020 года под залог в 1 000 000 малайзийских ринггитов (240 000 долларов США).

### Тематическая полемика и дебаты
Различные люди критиковали фильм как материалистический, поощряющий жадность, чрезмерное богатство и защищающий печально известных личностей, изображенных в фильме[кто?]. Кристина Макдауэлл, чей отец, Том Прусалис, работал совместно с Белфортом, обвинила создателей фильма в том, что они «усиливают нашу национальную одержимость богатством и статусом и прославляют жадность и психопатическое поведение». Она подчеркнула серьёзность и значимость преступлений Белфорта, заявив, что «Волк с Уолл-стрит» — это «безрассудная попытка продолжать притворяться, что подобные схемы являются развлекательными, даже когда страна переживает очередной виток скандалов на Уолл-стрит».
После того, как Ди Каприо защитился от критики, журналистка Variety Уитни Фридлендер назвала фильм «три часа наличных, наркотики, проститутки, повтор» и заявила, что фильм является «празднованием такого образа жизни» и подразумевает, что кратковременное экстремальное богатство и экстраординарные впечатления превосходят обычное поведение.
Николь Тенбринк, вице-президент по маркетингу и членству в Обществе управления рисками и страхованием, сказала, что фильм является «поучительной историей о том, что может произойти, когда мошенничество остаётся незамеченным». Она описывает деловую хватку Белфорта, его талант в общении и продаже своих идей, а также его способность мотивировать других, как «ценные уроки для профессионалов в области управления рисками, которые стремятся избежать подобных ловушек».

### Реакция Белфорта
Белфорт сказал о том, как в фильме изображены он сам и Стрэттон Окмонт, что фильм отлично справился с описанием «общего настроения» тех лет, добавив, что «товарищество, безумие — это было точно». О своём употреблении наркотиков Белфорт сказал, что его настоящие привычки были «гораздо хуже», чем показано в фильме, и что он «принимал 22 разных препарата в конце».
Белфорт также проанализировал неточности в чрезмерном упрощении в фильме постепенного перехода Стрэттона Окмонта от пропаганды «спекулятивных акций» к «помощи в строительстве Америки» к совершению преступлений. Он сказал, что ему «не понравилось слышать» чрезмерно упрощенные и грубые описания его преступлений, потому что «это заставило меня выглядеть так, будто я просто пытаюсь ограбить людей». Однако Белфорт признал кинематографические преимущества этих упрощений как «очень простой способ за три часа эмоционально тронуть аудиторию».

### Реакция Надин Макалузо
28 сентября 2022 года Надин Макалузо, бывшая жена Белфорта, на которой основан персонаж Наоми, сказала, что изображение Белфорта и их отношений было точным, и что она надеется просветить людей относительно признаков домашнего насилия и токсичных отношений.

## Награды и номинации
Фильм «Волк с Уолл-стрит» получил множество наград и номинаций в различных категориях. Особых похвал удостоились режиссура Скорсезе, исполнение роли Белфорта Ди Каприо и адаптированный сценарий Уинтера. На 86-й церемонии вручения премии «Оскар» фильм был номинирован на пять наград в категориях «Лучший фильм», «Лучшая режиссура», «Лучший адаптированный сценарий», «Лучшая мужская роль» и «Лучшая мужская роль второго плана», однако проиграл во всех номинациях. Фильм также был номинирован на четыре номинации на 67-й церемонии вручения премии Британской Академии в области кино, включая категории «Лучшая режиссура», «Лучшая мужская роль» и «Лучший адаптированный сценарий», однако также проиграл во всех номинациях. Фильм получил две номинации на 71-й церемонии вручения премии «Золотой глобус», включая категории «Лучший фильм — комедия или мюзикл» и победил в категории «Лучшая мужская роль — комедия или мюзикл». Фильм был также номинирован на премию Гильдии режиссёров Америки, премию Гильдии продюсеров США, а также премию Гильдии сценаристов США. Национальный совет кинокритиков США и Американский институт киноискусства включили фильм в свои списки десяти лучших фильмов 2013 года.